# Јухнов
Јухнов (рус. Юхнов) град је у Русији у Калушкој области. Према попису становништва из 2010. у граду је живело 7056 становника.

## Становништво
| 1939. | 1959. | 1970. | 1979. | 1989. | 2002. | 2010. |
| ----- | ----- | ----- | ----- | ----- | ----- | ----- |
| 3.769 | 4.083 | 5.193 | 7.178 | 6.059 | 7.692 | 7.056 |